# 黃飛鴻之四：王者之風
《黃飛鴻之四：王者之風》是由动作影星趙文卓主演的一部影片，拍摄于1993年，导演为元彬。
以「武狀元黃飛鴻」為主題的系列影片有數部，本影片是該系列影片的第四部。
以八國聯軍和紅燈照為背景。

## 劇情大要
黃飛鴻在獅王大會中得到獅王之王而在京城聲名大噪，受朝廷副都統瓜額爾·成都所請一同參加與外國人的獅隊舉辦獅王大賽，大賽前黃飛鴻意外和紅燈照的苗三娘交手再被德國軍隊所捕，同時父親黃麒英、十四姨、鬼腳七和梁寬為紅燈照所活捉，黃飛鴻和苗三娘得湯瑪斯神父暗助下逃獄，黃飛鴻在苗三娘暗助下闖紅燈照總壇救出黃麒英等人，但延誤時間無法參加獅王大賽，使瓜額爾·成都苦戰八國獅隊，並遭場地中暗藏的機鎗暗算而死，黃飛鴻在悲痛地寫下血書再戰八國獅隊，在一番苦戰下雖然戰勝八國獅隊，但是八國聯軍攻陷北京城，黃飛鴻欲找克林德算帳時，遭克林德手下段天雷和大力王二人阻撓，在鬼腳七協助下成功戰勝二人後，黃飛鴻決定返回南方圖謀復國。

## 演員表
| 演員   | 角色          | 粵語配音 | 備註 |
| 趙文卓 | 黃飛鴻        | 陳欣     | 前三集由李連杰飾演，這次改由當時仍為新人的趙文卓扮演。 |
| 王靜瑩 | 十四姨        | 馮蔚衡   | 十三姨之妹 |
| 莫少聰 | 梁寬 / 鐵釘寬 |          | 黃飛鴻徒弟 |
| 熊欣欣 | 鬼腳七        | 謝君豪   | 黃飛鴻徒弟 |
| 劉洵   | 黃麒英        | 盧雄     | 黃飛鴻之父 |
| 陳繼銘 | 瓜額爾·成都   |          | 八旗將軍府副都統。為人正直豪爽並有一身好武藝，與黃飛鴻因為一次意外而不打不相識，最後為了朝廷帶領獅隊迎戰西洋八國指派的獅隊，並不幸在大賽中被暗藏在炮青台的機槍打死。 |
| 錢嘉樂 | 段天雷        | 陳偉權   | 反清志士後人，與大力王投靠德國的克林德 精於劍法 |
| 周比利 | 大力王        |          | 反清志士後人，與段天雷投靠德國的克林德 精於拳擊 |
| 王菁華 | 苗三娘        | 黃玉娟   | 紅燈照大師姊 |
|        | 黃蓮聖姑      | 鄭麗麗   | 紅燈照聖母，先被多名德國士兵開鎗打傷、再被段天雷和大刀王殺害 |

## 音樂原聲帶
1. 红灯照歌
2. 红灯照快板
3. 十四姨
4. 德军
5. 红灯照主题
6. 红灯照悬疑
7. 大事态
8. 十四姨2
9. 愉快的十四姨
10. 聚众
11. 德军2
12. 德军集结
13. 反抗
14. 集结
15. 定音鼓过场
16. 清官
17. 教堂
18. 振奋
19. 祝捷
20. 红灯照的感情
21. 十四姨过场
22. 大事态节奏
23. 反抗节奏
24. 悬疑
25. 快板
26. 红灯照过场
27. 黄莲圣母
28. 集结节奏
29. 悬疑节奏
30. 愉快的十四姨2
31. 德军的行动
32. 拜祭
33. 十四姨过场2
34. 败迹
35. 红灯照拼杀
36. 呼天
37. 德军的杀戮
38. 战败
39. 悲惨
40. 十四姨3
41. 红灯照壮烈
42. 黄莲圣母2
43. 红灯照悲痛
44. 尸横片野
45. 浩劫
46. 红灯照主题2

## 外部連結
- 開眼電影網上《黃飛鴻之四：王者之風》的資料（繁體中文）
- 豆瓣电影上《黃飛鴻之四：王者之風》的資料 （简体中文）
- 时光网上《黃飛鴻之四：王者之風》的資料（简体中文）
- AllMovie上《黃飛鴻之四：王者之風》的资料（英文）
- 爛番茄上《黃飛鴻之四：王者之風》的資料（英文）
- 香港影庫上《黃飛鴻之四：王者之風》的資料（繁體中文）
- 互联网电影数据库（IMDb）上《黃飛鴻之四：王者之風》的资料（英文）